# Dějiny Berlína
Dějiny Berlína jsou daleko mladší než dějiny berlínského území. Již v 6. století př. n. l. se v prostoru dnešního Berlína sporadicky objevují první germánské kmeny (Semnoni, Svébové a Burgundové). K nim se od 6. století stále více přidružují Slované: jihovýchodně od Berlína Lužičtí Srbové (jejichž potomci dodnes žijí v Lužici) a zejména Havelané a Sprévané, kteří kolem roku 720 dosahují území dnešního Berlína. Další vlna osídlení germánskými kmeny se uskutečňuje od 12. století, a až z roku 1244 pochází první zmínka o sídlišti Berlín.
Růst Berlína byl zpočátku pomalý, i když město bylo v příštích stoletích často spojováno s okolními usedlostmi. Ještě roku 1648 měl Berlín jen 6 000 obyvatel. Významu nabyl po roce 1701, kdy ho nový král Fridrich I. Pruský zvolil jako hlavní město Pruska. Přibližně v dnešní podobě existuje Berlín až od roku 1920, kdy došlo k poslednímu rozšíření jeho území; tehdy tak zvaný Velký Berlín měl 3,8 milionu obyvatel.
Jméno Berlín je původem slovanské. Vzniklo ze slov birl-, berl -  (česky:bažina) v polabském jazyce, doplněné slovanskou příponou -in, která označuje polohu.

## Kronika

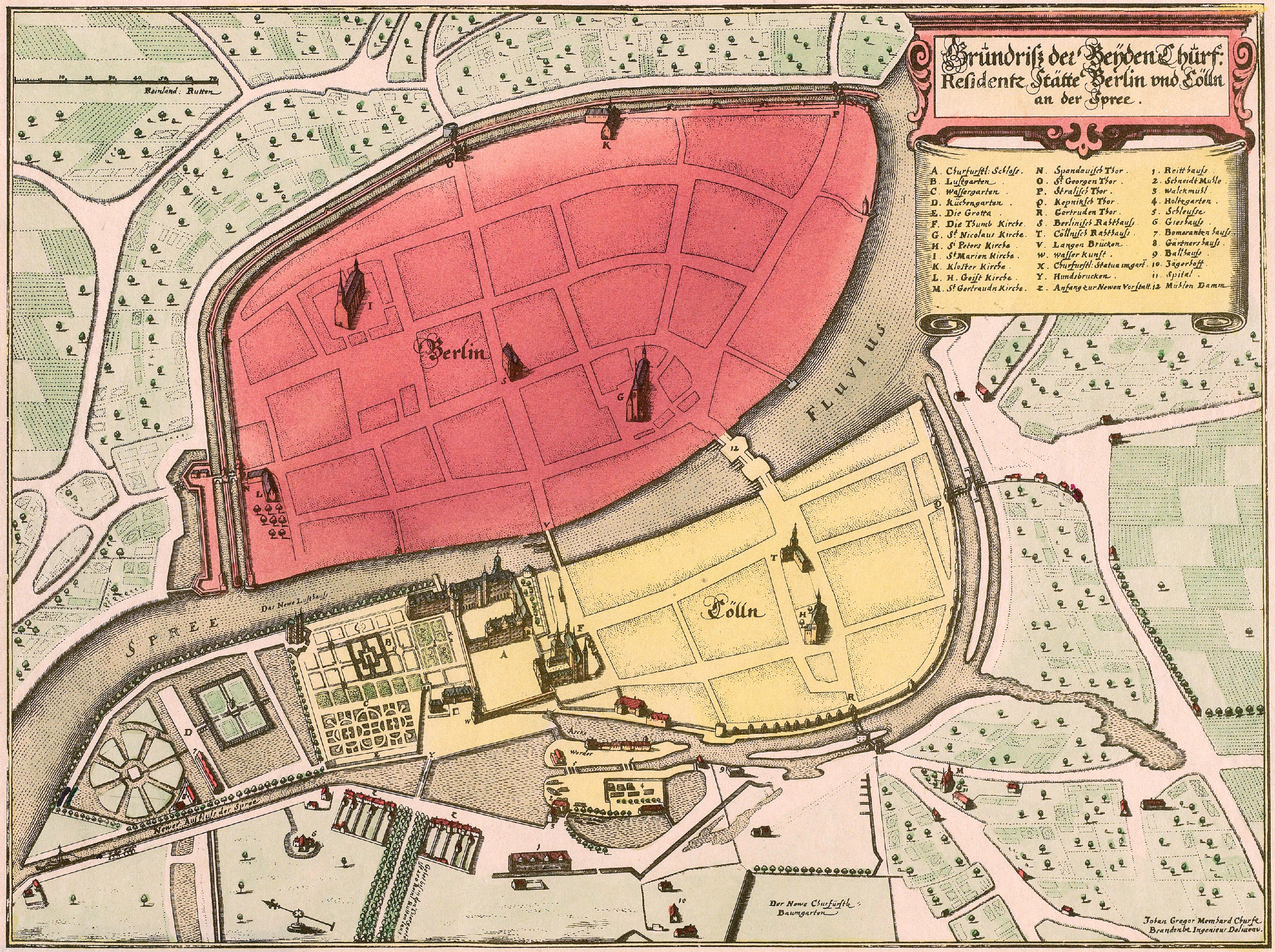
Berlín a Kölln ležící na protilehlých březích Sprévy na mapě z roku 1652

- 1197: Špandava (dnes Spandau, část Berlína), bývalé slovanské sídliště, je zmíněna v historických pramenech
- 1237: zmínka o osadě Kölln na ostrově uprostřed Sprévy (datum je někdy udáváno jako založení Berlína)
- 1244: první zmínka o Berlíně, osadě na pravém břehu Sprévy
- 1280: vznik městského znaku Berlína s vyobrazením orlice a dvou mohutných medvědů. Kölln používá zatím markraběcí znak.
- 1307: Berlín a Kölln se stávají jedním městem a jednou radnicí
- 1443: Stavba hradu na köllnském ostrově
- 1471: Berlín se stává vládním městem braniborských markrabích a kurfiřtů
- 1539: zavedení reformace v Berlíně
- po 1641: několikeré rozšíření města o okolní usedlosti
- 1645: u Městského zámku založen Lustgarten
- 1662: založen Friedrichswerder
- 1674: založen Dorotheenstadt
- po 1685: v Berlíně (a Braniborsku) se usídlují hugenoti
- 1695: stavba zámku v Charlottenburgu
- 1700: založena Akademie věd
- 1701: Fridrich I. Pruský se stal pruským králem a Berlín hlavním městem jeho království
- po 1730: pronásledovaní protestanti z Čech se usídlují v Berlíně (Český Rixdorf)
- 1791: stavba Braniborské brány
- 1806: Napoleon v Berlíně
- 1848: Březnová revoluce (barikády a pouliční boje)
- 1861: k Berlínu připojeni Wedding, Moabit, Gesundbrunnen a části Charlottenburgu, Schönebergu, Rixdorfu a Tempelhofu.
- 1871: Berlín se stává hlavním městem nového německého císařství
- 1880: vybudována třída Kurfürstendamm

- 1882: zahájení provozu S-bahn

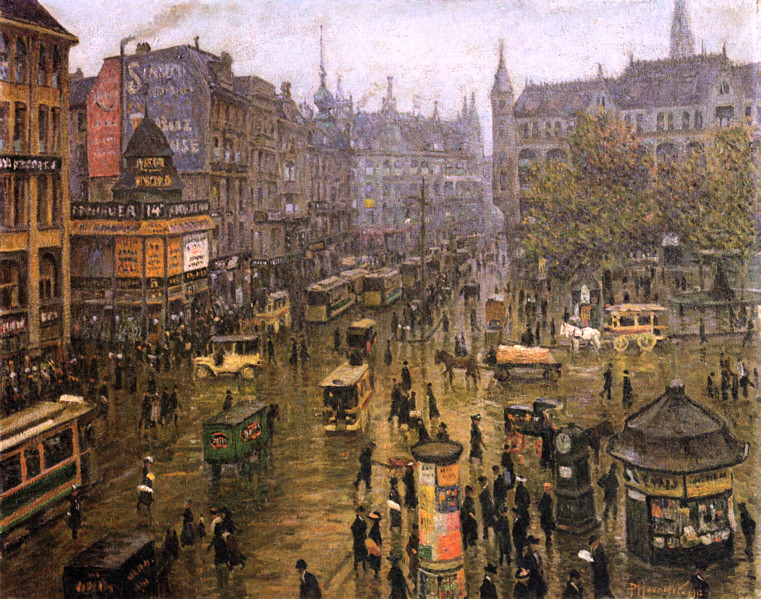
Berlínské náměstí Spittelmarkt na obraze Paula Hoenigera (1912)

- 1902: zahájení provozu první linky metra U-bahn

- 1918, 9. listopadu: pod dojmem listopadové revoluce vyhlašují s odstupem jen několika hodin Philipp Scheidemann (SPD) a Karl Liebknecht (Spartakovci) republiku
- 1919, 15. ledna: zavraždění Rosy Luxemburgové a Karla Liebknechta (po potlačení tzv. povstání Spartakovců)
- 1920: zákon o Velkém Berlíně (poslední velké rozšíření území města)
- 1923: vybudováno letiště v Tempelhofu
- 1932: v listopadových volbách do říšského sněmu získává Hitlerova NSDAP v Berlíně 26 % hlasů
- 1933, 30. ledna: říšský prezident Paul von Hindenburg jmenuje Hitlera kancléřem
- 1933, 27. února: požár Říšského sněmu
- 1936: v Berlíně se konaly letní olympijské hry
- 1938, 9. listopadu: křišťálová noc – pronásledování židovského obyvatelstva, pálení synagog
- 1944, 20. července: neúspěšný atentát na Hitlera, v Berlíně jsou popraveni první organizátoři atentátu (mj. hrabě von Stauffenberg)

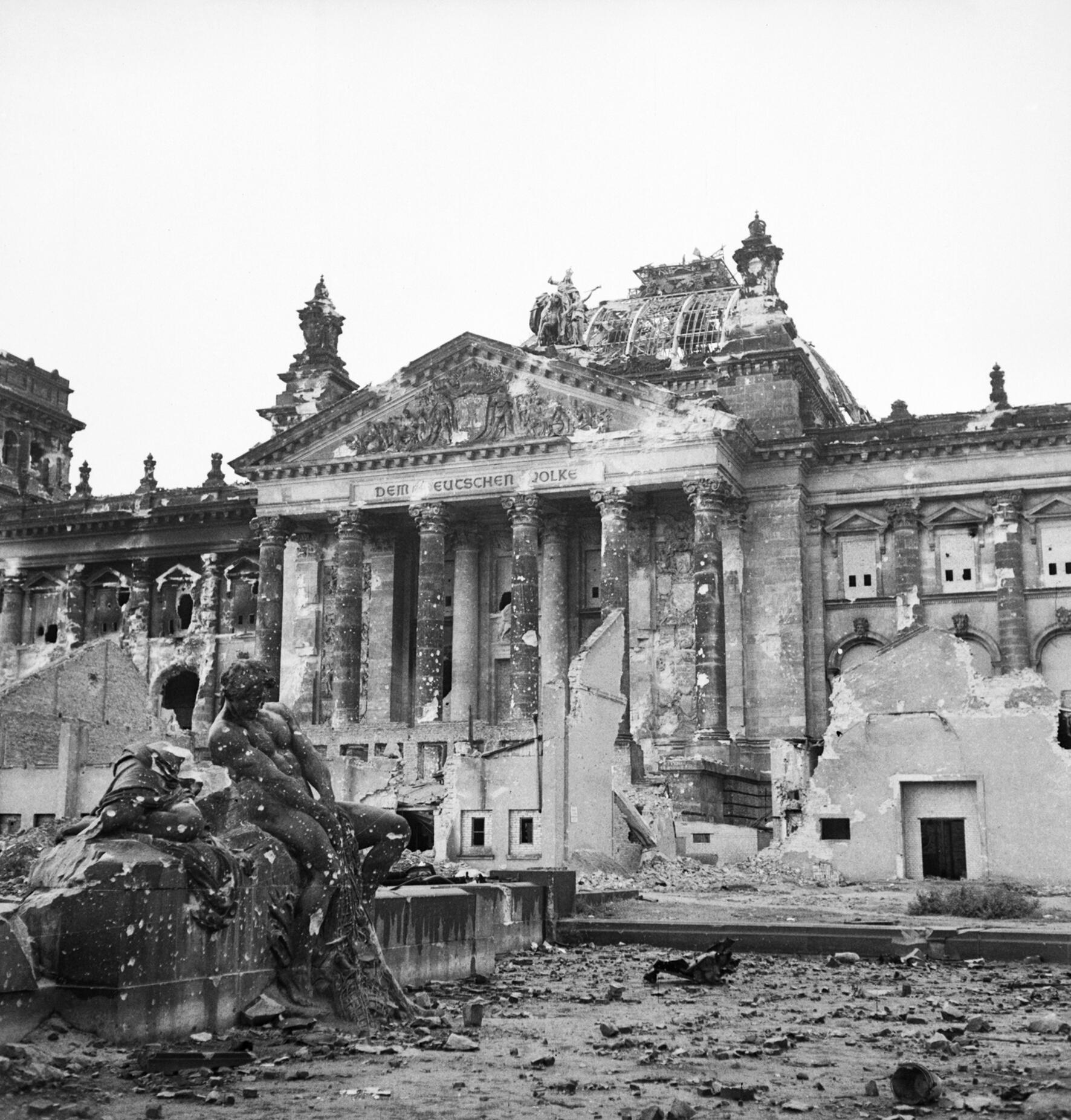
Zničená budova Reichstagu v létě roku 1945

- 1945, 2. května: po tuhých bojích dobývá Rudá armáda Berlín (kapitulace berlínské posádky)
- 1945, 17. května: vytvoření Kontrolní rady čtyř velmocí jako budoucího vládního orgánu Berlína; v Berlíně platí čtyřmocenský status
- 1948, 23. června: počátek blokády západních sektorů města (do 12. května 1949), vzdušný most
- 1949, 7. října: vyhlášení NDR s Východním Berlínem jako hlavním městem
- 1953, 17. června: povstání pracujících ve Východním Berlíně a NDR, vyhlášení výjimečného stavu a potlačení povstání
- 1961, 13. srpna: stavba Berlínské zdi, faktické rozdělení města
- 1963, 26. června: americký prezident J. F. Kennedy pronáší při návštěvě zdi větu „Ich bin ein Berliner“ („Jsem Berlíňan“)
- 1967, 2. června: student Benno Ohnesorg je při protestech proti íránskému panovníkovi R. Pahlavímu v Západním Berlíně zastřelen
- 1968, 11. dubna: atentát na Rudi Dutschkeho (Západní Berlín)
- 1969: stavba televizní věže Berliner Fernsehnturm v centru Východního Berlína
- 1971, 3. září: podepsání tzv. Čtyřmocenské smlouvy o Západním Berlíně mezi západními mocnostmi a SSSR (vstupuje v platnost o rok později)
- 1971, 17. prosince: podepsání smlouvy o tranzitu mezi NDR a SRN, o tři dny později mezi Západním Berlínem a NDR o návštěvách obyvatel Západního Berlína v NDR

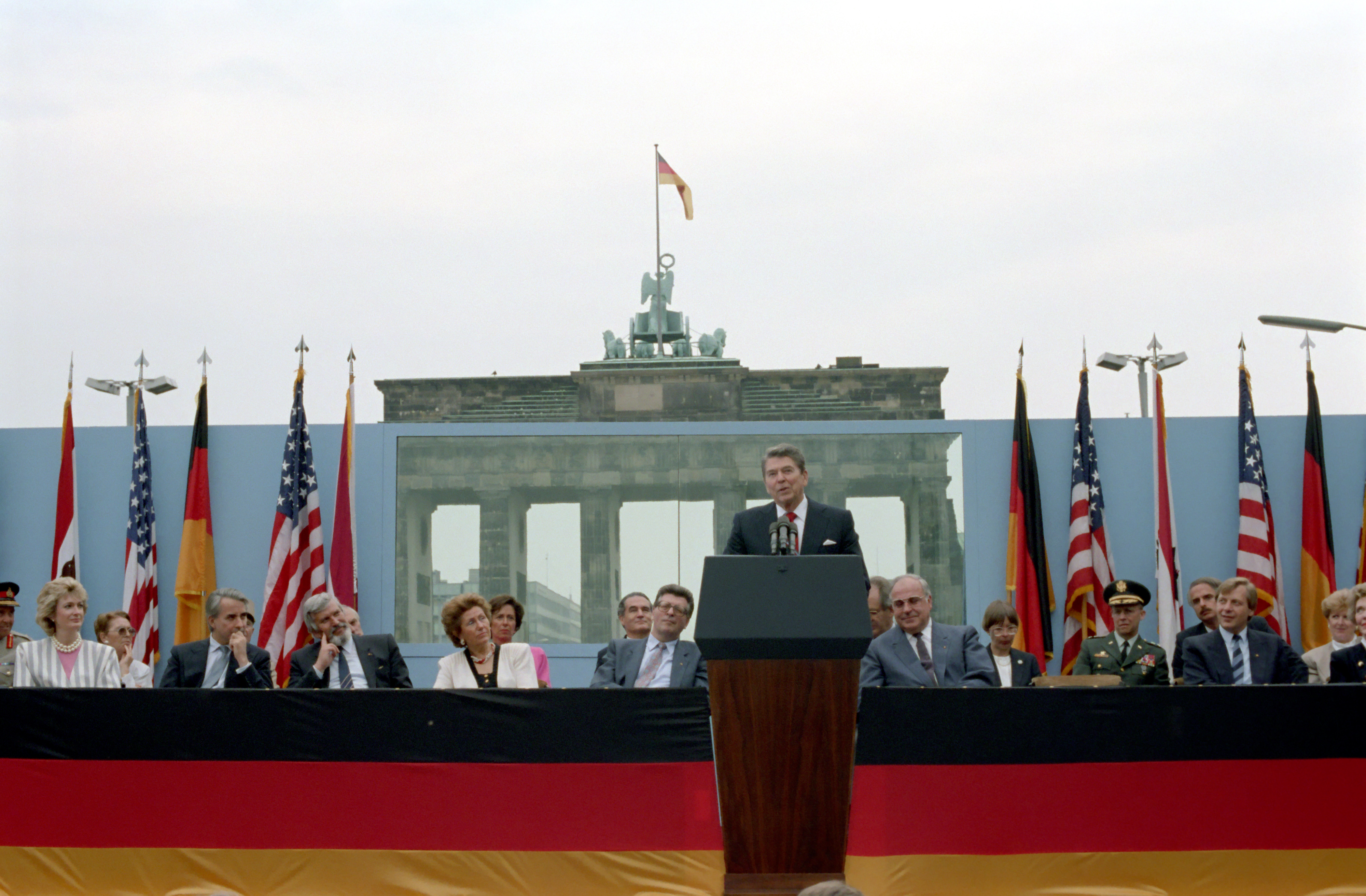
Projev amerického prezidenta Ronalda Reagana před Braniborskou bránou 12. června 1987

- 1989, 9. listopadu: pád Berlínské zdi
- 1990, 2. prosince: první společné volby do celoberlínského senátu
- 1999, 1. ledna: zavedení Eurozóny současně s jejím vznikem